# András Masát
András Masát (* 8. Mai 1947 in Niederpöcking) ist Literaturwissenschaftler und Universitätsprofessor; er war von 2008 bis 2017 Rektor der deutschsprachigen Andrássy Universität Budapest.

## Leben
András Masát studierte Deutsch und Ungarisch an der Universität der Wissenschaften Szeged (JATE). Zwischen 1970 und 1980 war er zuerst Assistent, dann Adjunkt an der JATE, ab 1980 unterrichtete er am Lehrstuhl für Germanistik und Romanistik an der Eötvös-Loránd-Universität in Budapest. 1983 setzte er seine Arbeit am Lehrstuhl für Skandinavistik fort. Zwischen 1989 und 1991 war er Vizedekan für die Bildungs- und Auslandsabteilung, von 1991 bis 1994 Vizerektor der Universität. Seit 1997 ist er Lehrstuhlleiter am Lehrstuhl für Skandinavische Sprachen und Literatur, wo er Dänisch, Norwegisch und Schwedisch unterrichtet. Aufgrund seiner Dissertation wurde er von der Ungarischen Akademie der Wissenschaften (MTA) zum Kandidaten der Literaturwissenschaften nominiert. Seit 1982 hält er Gastvorträge an zahlreichen Universitäten europaweit. Er ist Mitglied von zahlreichen Organisationen: dem Nationalen Skandinavistischen Verein (IASS 1980–), dem Nationalen Germanistischen Verein (IVG 1983–), wo er Mitglied des Vorstandsrates ist, und der Modernen Philologischen Gesellschaft, wo er Vorsitzender der Nordeuropäischen Fachabteilung ist (1987–). Er ist sowohl Mitgründer und Redakteur der Skandinavistischen Hefte, als auch der in Großbritannien herausgegebenen Zeitschrift mit dem Titel Skandinavian. Er ist Mitglied des Editierkomitees der Zeitschrift Philologisches Bulletin.
Außerdem hat Masát Gastprofessuren für moderne skandinavische Literatur in Wien und Berlin übernommen. Zwischen 1999 und 2007 war er Direktor des Collegium Hungaricum in Berlin. Im Jahre 2008 wurde er zum Rektor der Andrássy Universität Budapest gewählt und zeitgleich als Professor für Angewandte Kulturwissenschaft berufen. 2014 wurde er zu seiner dritten Amtszeit als Rektor gewählt. Seine Forschungsschwerpunkte liegen im Bereich der Kulturvermittlung in Mittel- und Osteuropa, der auswärtigen Kulturpolitik, des kulturellen Gedächtnisses sowie der Nationenbildung (Inszenierung des Nationalen, Mobilisierungsstrategien in Skandinavien).
Am 26. Mai 2014 wurde er, wegen seiner Verdienste in der deutsch-ungarischen Wissenschafts- und Bildungspolitik, mit dem Großen Bundesverdienstkreuz der Bundesrepublik Deutschland ausgezeichnet.
András Masát ist verheiratet mit Dagmar Richter und hat zwei Kinder. Er wohnt in Szentendre bei Budapest.

## Schriften
- Mensch und Welt in Tarjei Vesaas’ Prosadichtung. Inauguraldissertation. Greifswald 1974.
- Von Genrebild zu Bauernerzählung. Korrespondierende Formen der Kurzepik in der norwegischen „Volksliteratur“ um die Mitte des 19. Jhs. Budapester Beiträge zur Germanistik. Schriftenreihe des Germanistischen Instituts der Loránd-Eötvös-Universität, Nr. 29. Budapest 1996.[3]